# Ezdrasz (imię)
Ezdrasz – biblijne imię męskie pochodzenia hebrajskiego. Wywodzi się od hebr. ezerā, ezerāh – „[Bóg jest] pomocą”, aram. ezrā – „pomoc”. Po raz pierwszy w Polsce imię to zostało zanotowane w XIV wieku w formie Esdras.
Ezdrasz imieniny obchodzi 13 lipca, jako wspomnienie Ezdrasza, postaci biblijnej.

## Odpowiedniki w innych językach
- łacina – Esdra, Esdras, Esra
- język angielski – Esdras, Ezra
- język francuski – Esdras
- język grecki – Esdra, Esdras
- język hiszpański – Esdras, Ezra
- język niemiecki – Esdras, Esra, Ezra
- język węgierski – Ezsdrás, Ezdrás

## Znane osoby o imieniu Ezdrasz
- Ezra Clark Stillman – amerykański filolog, interlingwista, poeta i tłumacz
- Ezra Pound – amerykański poeta, tłumacz, publicysta i krytyk literacki
- Ezra Sued – piłkarz argentyński, napastnik
- Ezra Miller – amerykański aktor serialowy i telewizyjny. Członek zespołu Sons of an Illustrious Father.